# Phlebodes vira
Phlebodes vira is een vlinder uit de familie van de dikkopjes (Hesperiidae). De wetenschappelijke naam van de soort is voor het eerst geldig gepubliceerd in 1890 door Arthur Gardiner Butler.